# Lac d'Armor
Pour les articles homonymes, voir Armor (homonymie).
Le lac d'Armor est un lac français situé sur le plateau Central de la grande Terre, l'île principale de l'archipel des Kerguelen, dans les Terres australes et antarctiques françaises.

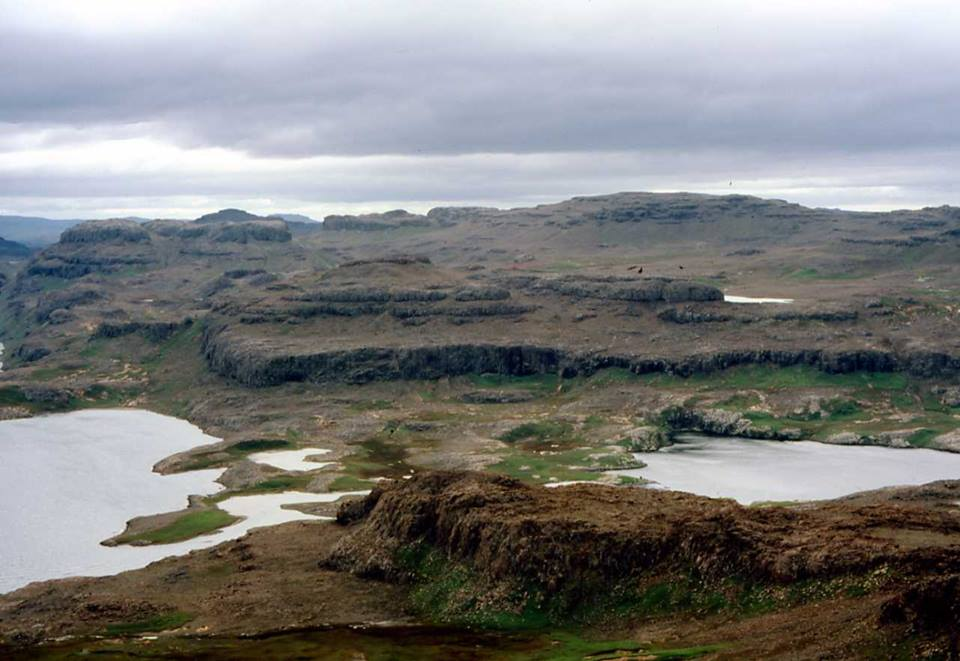
Depuis les hauteurs au sud du lac d'Armor, on domine notamment la zone du déversoir entre le lac (à gauche) et la baie Hurley (à droite), ici en 1981, avant que la station expérimentale de salmoniculture y soit construite à partir de 1984.

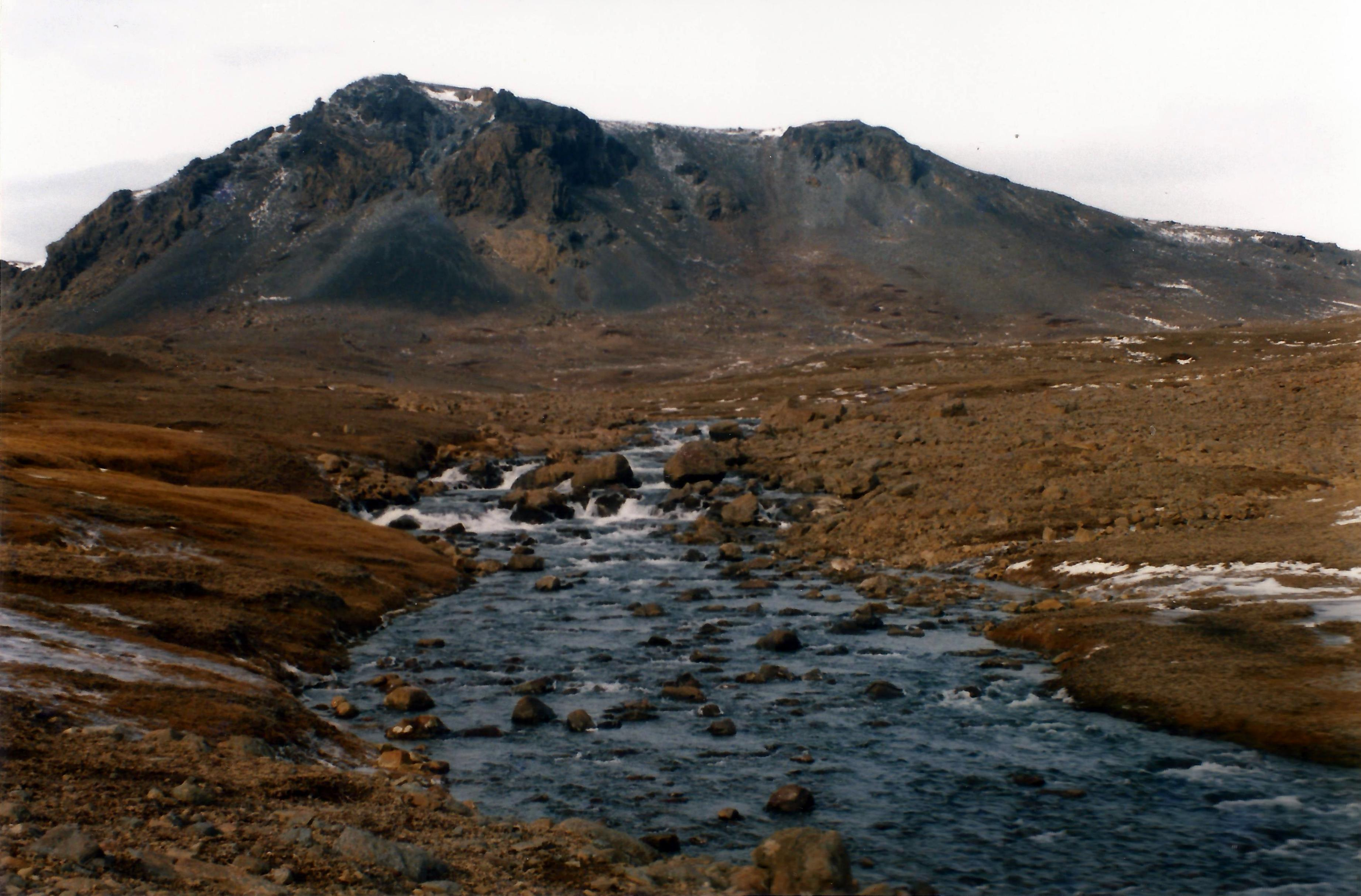
Le principal ruisseau d'alimentation du lac d'Armor passe devant le volcan du Diable.

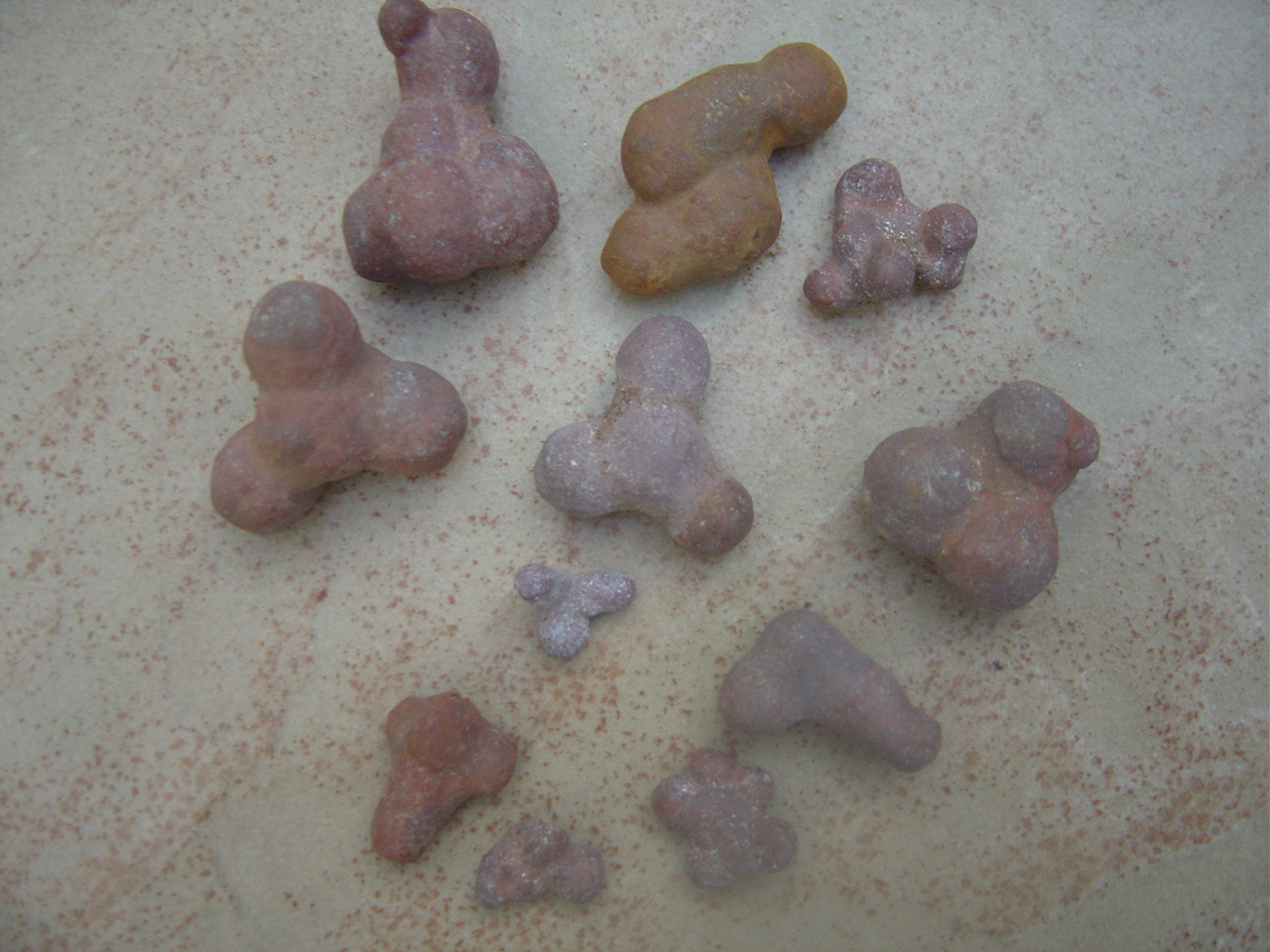
Les fameux cailloux aux formes étranges ou suggestives que l'on peut trouver sur les plages du lac d'Armor.

Le lac a été ainsi nommé en 1952 par la mission de reconnaissance Mouzon.
Il s'étend dans la direction nord-ouest sud-est, à l'altitude d'environ 1 m, sur une longueur d'environ 3,7 km pour une largeur maximale de 700 m, couvrant une surface d'un peu plus de 200 ha. Il est alimenté au sud par le ruisseau du Diable qui coule au pied du volcan du même nom après avoir récupéré les eaux provenant des pentes du volcan ainsi que celles du val d'Enfer et du val des Trolls, notamment des lacs Noir, d'Argoat, d'Enfer, Lancelot et Parsifal. Un autre ruisseau alimente le lac par le nord. Le lac d'Armor se déverse dans les eaux marines du Golfe du Morbihan au fond de la baie Hurley.
Près du lac se trouve la seule station repérée à Kerguelen d'Elaphoglossum randii, une petite fougère endémique des îles subantarctiques de l'océan Indien, qui n'est présente ailleurs qu'aux îles Marion et du Prince-Édouard.
Les plages sud du lac d'Armor sont également connues pour leurs curieux petits nodules, roulés par les vagues et surnommés “bites d'Armor” en raison de leur forme évocatrice.
Le lac d'Armor et ses affluents ont servi de site expérimental d'introduction de salmonidés (entre 1977 et 1992) et d'élevage de saumons selon le principe du pacage marin (de 1984 à 1993). Les premiers alevinages ont débuté en 1977 avec des saumons atlantiques (Salmo salar) provenant d'Écosse, alevinages réitérés en 1978 et en 1980. L'élevage piscicole a en revanche orienté sa production vers des espèces du Pacifique : saumon coho (Oncorhynchus kisutch) principalement et saumon chinook (Oncorhynchus tshawytscha) dont les smolts ont été relâchés de 1985 à 1991. Les bassins flottants étaient installés dans le lac alors que la station technique était implantée près du déversoir dans la mer,. Des truites d'Europe (Salmo trutta) et des ombles de fontaine (Salvelinus fontinalis) ont également été relâchés en 1991 et 1992 à partir de truitelles et de jeunes ombles prélevés dans les rivières de la péninsule Courbet ou de la presqu'île Jeanne d'Arc ainsi que de jeunes ombles chevaliers (Salvelinus alpinus) originaires de Haute-Savoie.
Des études sédimentologiques ont été menées à partir de 2007 dans le lac d'Armor permettant de recueillir des informations sur l'évolution du climat depuis 1 200 ans.
Des carottages conduits en 2014 en deux sites du lac d'Armor ont permis de retracer l'activité volcanique holocène des îles Kerguelen. L'analyse de couches de cendres et de ponces trouvées dans les sédiments ont permis d'établir que les dernières éruptions étaient beaucoup plus récentes qu'on le pensait jusqu'alors. La plus jeune est contemporaine du Moyen Âge (entre les années 1040 et 1130).